# Wildbach (Gemeinde Straßburg)
Wildbach ist eine Ortschaft in der Gemeinde Straßburg im Bezirk St. Veit an der Glan in Kärnten. Die Ortschaft hat 28 Einwohner (Stand 1. Jänner 2024).

## Lage
Wildbach liegt am Unterlauf des Ratschachbachs und beidseits im Wildbachgraben, nordöstlich des Gemeindehauptorts Straßburg-Stadt und nördlich und westlich von Mellach, teils in der Katastralgemeinde Straßburg Land, teils in der Katastralgemeinde St. Georgen.
Zur Ortschaft gehören Wildbacher Hube (Nr. 2), Wiesenhütter (Nr. 3), Wintschnig (Nr. 6), Rainbauer (Nr. 7), Moosbauerkeusche (früher Jägerkeusche, Nr. 11) und einige neuere Häuser ohne Vulgonamen.

## Geschichte
1300 wird Wildenbach urkundlich genannt.
Seit Gründung der Ortsgemeinden Mitte des 19. Jahrhunderts gehört Wildbach zur Gemeinde Straßburg.

## Bevölkerungsentwicklung
Für die Ortschaft ermittelte man folgende Einwohnerzahlen:
- 1869: 4 Häuser, 37 Einwohner[3]
- 1880: 4 Häuser, 27 Einwohner[4]
- 1890: 5 Häuser, 35 Einwohner[5]
- 1900: 5 Häuser, 29 Einwohner[6]
- 1910: 5 Häuser, 39 Einwohner[7]
- 1923: 6 Häuser, 37 Einwohner[8]
- 1934: 31 Einwohner[9]
- 1951: 6 Häuser, 44 Einwohner[10]
- 1961: 8 Häuser, 51 Einwohner[11]
- 2001: 9 Gebäude (davon 9 mit Hauptwohnsitz) mit 12 Wohnungen; 40 Einwohner und 0 Nebenwohnsitzfälle; 12 Haushalte; 0 Arbeitsstätten, 6 land- und forstwirtschaftliche Betriebe[12]
- 2011: 9 Gebäude, 29 Einwohner, 13 Haushalte, 0 Arbeitsstätten[13]
- 2021: 9 Gebäude, 27 Einwohner, 9 Haushalte, 1 Arbeitsstätte[14]